# Otmar Gutmann
Pour les articles homonymes, voir Gutmann.
Otmar Gutmann (né le 24 avril 1937, mort le 13 octobre 1993) est un producteur, animateur et directeur de production d'origine allemande. 
Il était connu pour sa série d'animation : Pingu.

## Biographie
Otmar Gutmann a commencé comme amateur au milieu des années 1960. En tant que professionnel, il n'a réalisé qu'un seul travail personnel, Aventures (1978). Basé sur la musique de Gyorgy ligeti, il a donné vie à l'univers sculptural de Lubomir Stepan en explorant la condition humaine. En 1980, il était l'un des principaux animateurs des personnages de pâte à modeler Frédéric et Frédéri de "Lucy la Menace de la rue". [2] Plus tard, en 1986, il a créé Pingu et finalement, c'est devenu un succès majeur.

## Citation de Gutmann
« Mon objectif avec Pingu était de montrer ce qui est fondamental à mon sens chez l'ensemble du monde animal, à savoir la chose simple que nous ne sommes rien sans l'autre. L'utilisation d'un pingouin permet ensuite, outre qu'elle suscite la sympathie, de varier sur des thèmes aussi divers que l'écologie, le réchauffement climatique, l'absence de ressources. Bref, la rareté d'hommes et de nourriture que pourrait amener un monde économique intégral. »